# Cuevo
Cuevo ist eine Ortschaft im Departamento Santa Cruz im südamerikanischen Anden-Staat Bolivien.

## Lage im Nahraum
Cuevo ist zentraler Ort des Municipio Cuevo in der Provinz Cordillera. Die Ortschaft liegt auf einer Höhe von 1022 m am linken Ufer des nur periodisch fließenden Río Cuevo, der östlich von Boyuibe in den Grasländern des Gran Chaco versickert.

## Geographie
Cuevo liegt im Bereich der winterfeuchten Subtropen, zwischen der Bergregion der Cordillera de Tajsara o Tarachaca im Westen und dem bolivianischen Chaco im Osten.
Die Jahresdurchschnittstemperatur der Region liegt bei 23 °C (siehe Klimadiagramm Cuevo), die Monatswerte schwanken zwischen 18 °C im Juni und Juli und 26 °C von November und Januar. Das Klima ist semihumid und weist eine deutliche Trockenzeit von Mai bis September mit Monatsniederschlägen von weniger als 20 mm auf; der Jahresniederschlag liegt bei knapp 800 mm, von Dezember bis März werden Monatswerte von 110 bis 160 mm erreicht.

## Verkehrsnetz
Cuevo liegt in einer Entfernung von 344 Straßenkilometern südlich von Santa Cruz, der Hauptstadt des Departamentos.
Von Santa Cruz führt die asphaltierte Nationalstraße Ruta 9 über Abapó und Ipitá nach Boyuibe und weitere 187 Kilometer bis Yacuiba an der bolivianischen Südgrenze zu Argentinien. Zwanzig Kilometer vor Boyuibe zweigt von der Ruta 9 in südwestlicher Richtung eine unbefestigte Landstraße ab, die Cuevo nach fünfzehn Kilometern erreicht.

## Bevölkerung
Die Einwohnerzahl der Ortschaft ist in den vergangenen beiden Jahrzehnten um mehr als die Hälfte angestiegen:
| Jahr | Einwohner | Quelle       |
| ---- | --------- | ------------ |
| 1992 | 1594      | Volkszählung |
| 2001 | 1637      | Volkszählung |
| 2012 | 2475      | Volkszählung |
| 2024 |           | Volkszählung |